# Marie-Charlotte Wasmuht
Marie-Charlotte Wasmuht (* 3. Dezember 1906 in Düren; † 18. November 1981) war eine deutsche Politikerin der CDU.

## Ausbildung und Beruf
Nach dem Abitur absolvierte Marie-Charlotte Wasmuht ein Medizinstudium. 1932 legte sie in Düsseldorf das medizinische Staatsexamen ab. 1933 erfolgte in Aachen die Approbation. Ehefrau und Mutter von vier Kindern; ab 1946 arbeitete sie als praktizierende Ärztin. 
1951 promovierte sie an der Medizinischen Akademie Düsseldorf. Von 1953 bis 1961 war sie als geschäftsführendes Vorstandsmitglied der Landesärztekammer Westfalen tätig.
Von 1954 an fungierte sie als Vorsitzende des Christlichen Frauenbildungswerkes Westfalen-Lippe e.V. und als Vorsitzende des Evangelischen Arbeitskreises der CDU.
In den Jahren 1949 und 1950 war sie maßgeblich an der Wiederbegründung des Deutschen Akademikerinnenbundes und des Deutschen Ärztinnenbundes beteiligt.
Von 1953 bis 1957 war Frau Dr. Marie-Charlotte Wasmuht Mitglied im Vorstand des Finanzausschusses der Ärztekammer Westfalen-Lippe und bis 1961 Mitglied der Kammerversammlung.
1. Kirchmeisterin im Presbyterium der evangelischen Kirchengemeinde St. Peter zu Dortmund-Hohensyburg. „Die renovierte Kirche St. Peter in ihrem Stadtbezirk war mit ihr Werk“ (Nachruf in Ruhr Nachrichten vom 20. November 1981).
Grabstätte auf dem Friedhof Dortmund-Syburg.

## Politik
Marie-Charlotte Wasmuht war ab Oktober 1952 bis 1975 Mitglied des Rates der Stadt Dortmund und vom 23. Juli 1962 bis zum 25. Juli 1970 Mitglied des 5. und 6. Landtages von Nordrhein-Westfalen, in den sie jeweils über die Landesliste einzog.
Als Landtagsmitglied war Wasmuht im Sozial- und Gesundheitsausschuss sowie als stellvertretendes Mitglied im Kultur- und Jugendausschuss tätig.

## Ehrungen
- Verleihung des Ehrenringes der Stadt Dortmund Jahresdaten 1952 / 1969 (Innenschrift: 750 EHRENRING D:Stadt DORTMUND)
- 3. Dezember 1971 Verleihung des Bundesverdienstkreuzes 1. Klasse
- 8. Dezember 1975 Verleihung der Stadtplakette und der Ehrenbezeichnung „Ehrenmitglied des Rates der Stadt“ für Verdienste um die Stadt Dortmund
- Am 14. Dezember 1979 spricht Günter Samtlebe, Oberbürgermeister, Frau Dr. Marie-Charlotte Wasmuht in einer Urkunde des Rates der Stadt Dortmund für ihre Tätigkeit als Mitglied der Bezirksverwaltung Dank und Anerkennung für die zum Wohle der Stadt und ihrer Bürger geleistete Arbeit aus.

Posthum wird in Dortmund-Brackel (Asseln) die Wohnstraße „Marie-Charlotte-Wasmuht-Straße“ nach ihr benannt.